# Lichtzuil

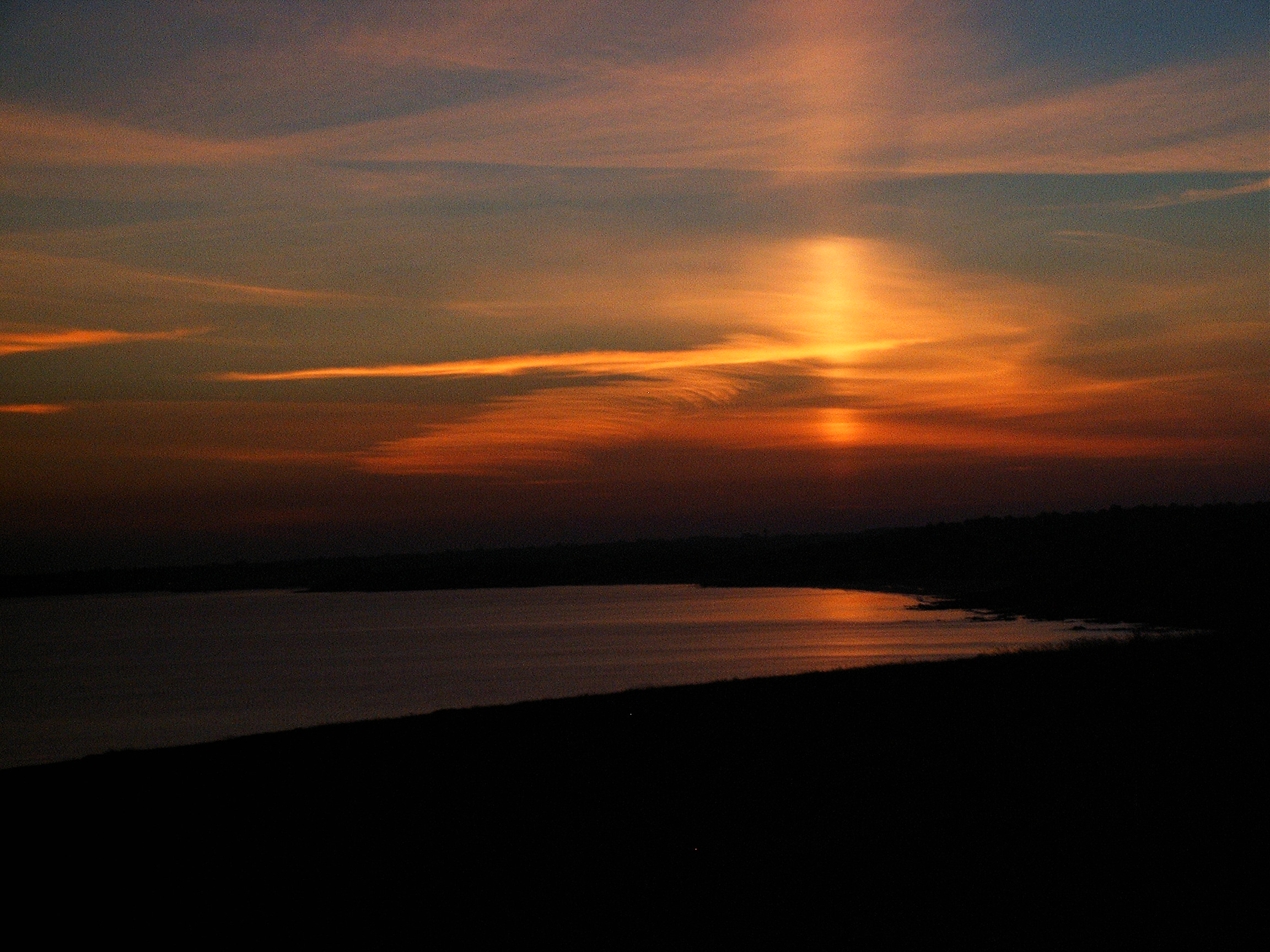
Een zonnezuil in Finistère, Bretagne.

Een lichtzuil is een atmosferisch optisch verschijnsel in de vorm van een verticale lichtkolom die zich boven of onder een lichtbron, zoals de zon of maan, lijkt uit te strekken. Lichtzuilen behoren tot de familie van halo's en worden veroorzaakt door de reflectie van licht tegen zeshoekige ijskristallen (veelal in de vorm van cirrus- of cirrostratuswolken) die min of meer horizontaal door de lucht zweven en aldus als spiegeltjes fungeren.
Het verschijnsel is tamelijk gangbaar en vaak goed te zien bij zonsopkomst of -ondergang (men spreekt dan van een zonnezuil), maar kan zich ook boven kunstmatige lichtbronnen voordoen. De lichtzuil neemt dezelfde kleur aan als de lichtbron en kan een aanzienlijke lengte bereiken. Afhankelijk van de positie van de waarnemer ten opzichte van de ijskristallen en de lichtbron kan het effect zich zowel boven als onder de lichtbron vormen.
Een lichtzuil kan optreden in combinatie met andere typen halo's zoals de kleine kring, bijzonnen, de parhelische kring en raakbogen. Wanneer deze bestanddelen zich tegelijk voordoen wekt het totaalbeeld de indruk van een omcirkeld "kruis" aan de hemel, de verticale as waarvan wordt gevormd door de lichtzuilen en raakbogen, de horizontale door de parhelische kring en de bijzonnen.

## Minnaert's lichtzuil
Professor M. G. J. Minnaert beschrijft in De natuurkunde van 't vrije veld het hierboven vermelde verschijnsel, maar ook een ander optisch verschijnsel dat hij eveneens lichtzuil noemt, echter daarmee de uitgerokken reflectie van het zonlicht op zee of op een groot meer bedoelt. Engelstalige waarnemers en fotografen noemen dit optisch verschijnsel (de uitgerokken reflectie van het zonlicht op een wateroppervlak) Glitter Path.